# وولاهارا، نیو ساوت ولز
وولاهارا (به انگلیسی: Woollahra) یک حومه شهر در استرالیا است که در نیو ساوت ولز واقع شده‌است.

## نگارخانه

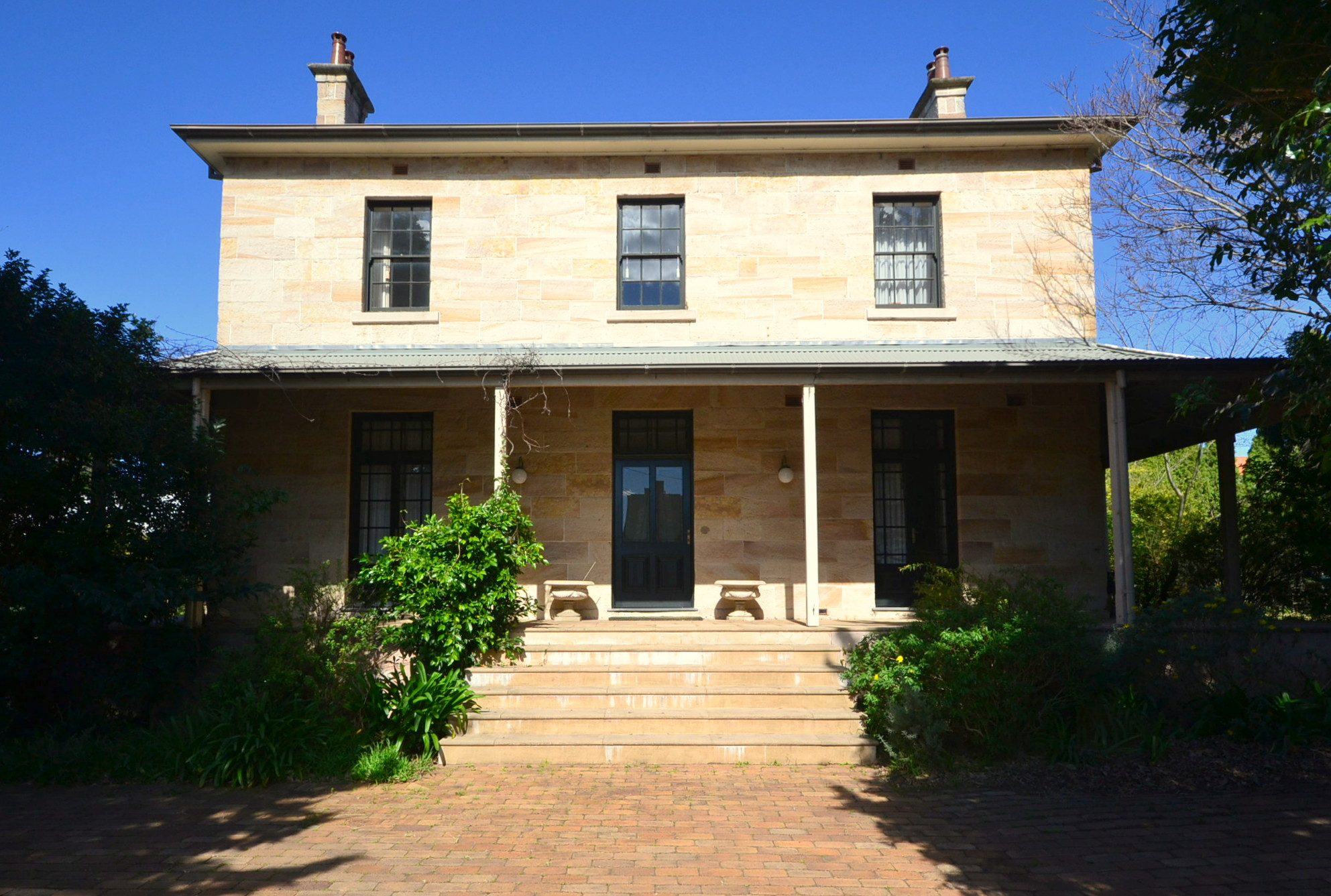
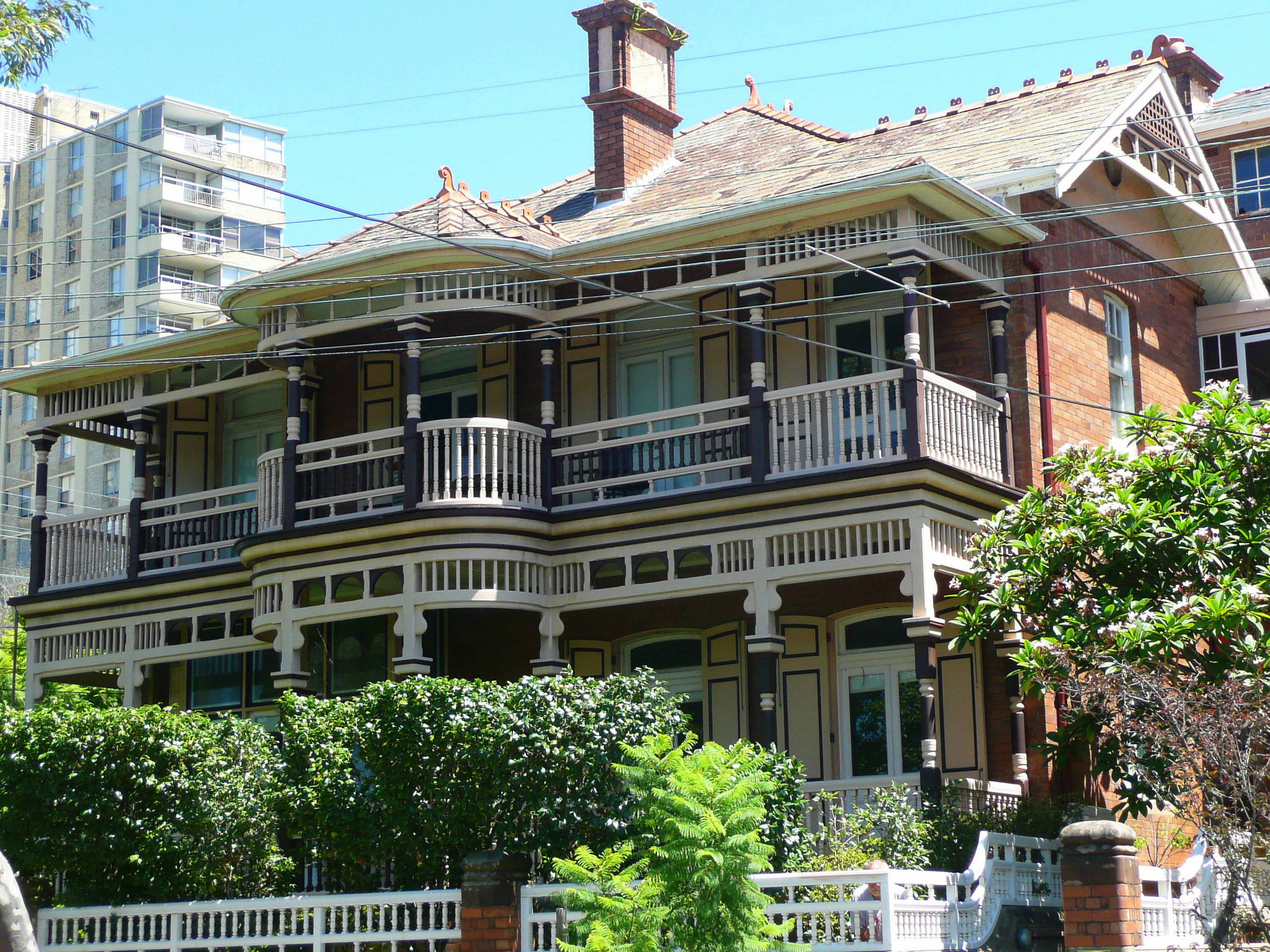
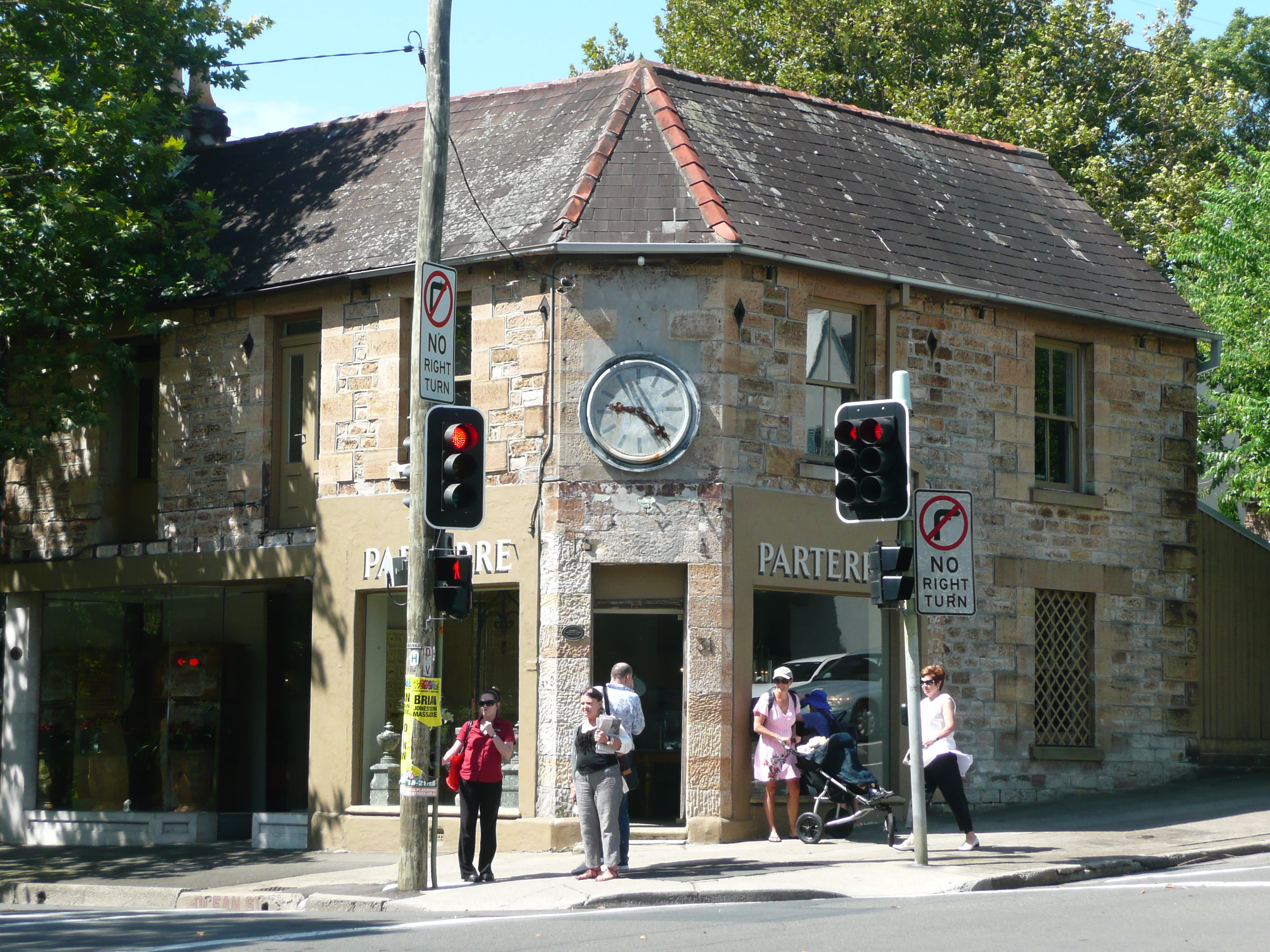
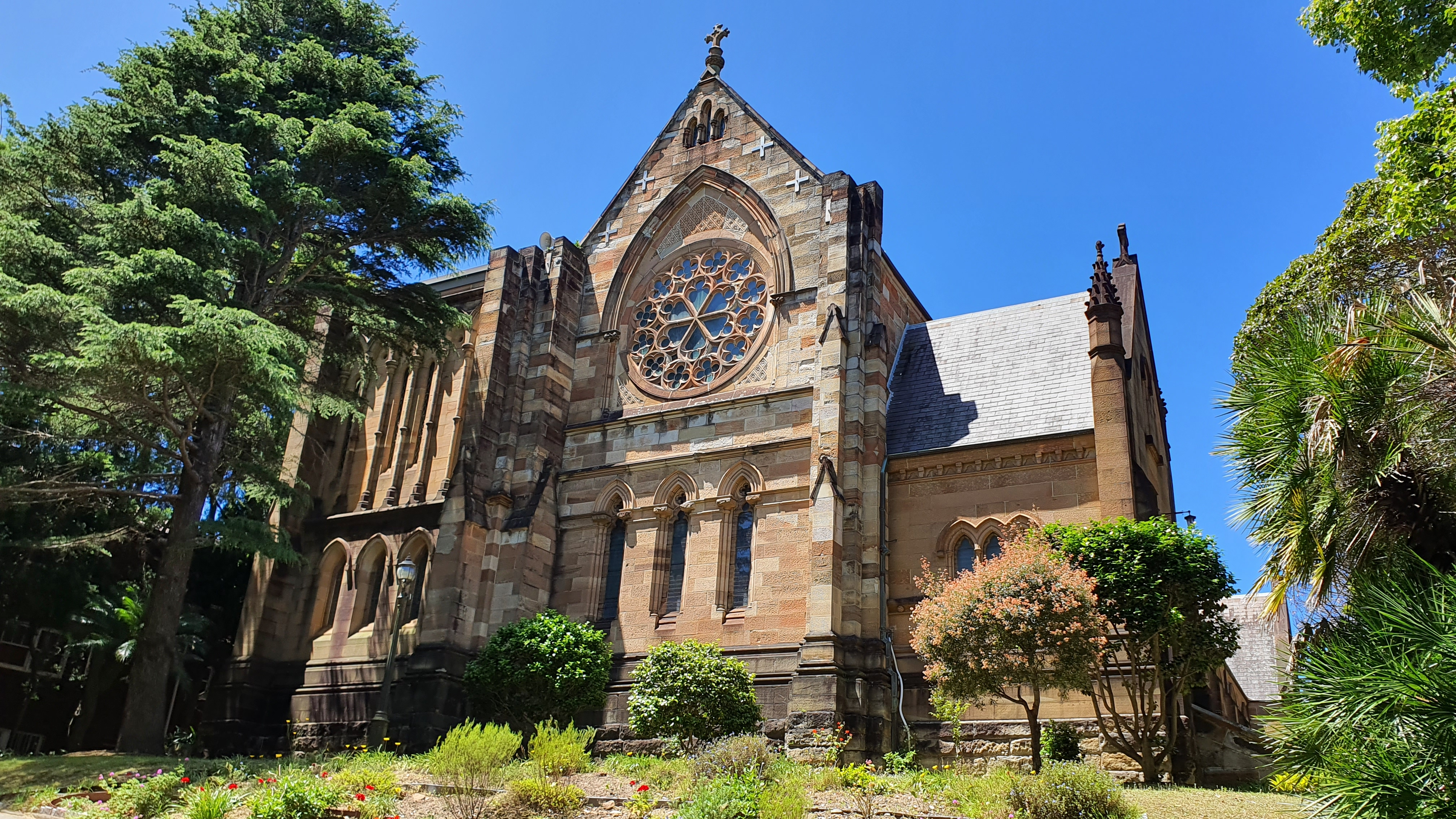